# Miconia recondita
Miconia recondita är en tvåhjärtbladig växtart som beskrevs av John Julius Wurdack. Miconia recondita ingår i släktet Miconia och familjen Melastomataceae.
Artens utbredningsområde är Bolivia. Inga underarter finns listade i Catalogue of Life.